# Budivoj
Budivoj, död 1075, var en furste av obotriterna ur nakonidernas dynasti, och gjorde anspråk på makten mellan 1066 och 1069.
Han var äldste son till Gottschalk der Wende och en frilla. Han utropade sig till furste sedan hans far avsatts av en hednisk reaktion under Kruto Vende, men hade aldrig makten i praktiken. Han försökte erövra tronen med sachsisk hjälp. 